# Zeebrugge Hub
Der Zeebrugge Hub (Abkürzung: ZEE) ist ein virtueller Handelspunkt für Erdgas, der den Erdgasmarkt in Großbritannien und Norwegen mit den Erdgasmärkten auf dem Kontinent verbindet. Der Zeebrugge Hub ist zurzeit der wichtigste kontinentaleuropäische Handelspunkt für Erdgas.
Der Zeebrugge Hub ist mittels der Interconnector-Pipeline mit dem National Balancing Point (NBP) in Großbritannien verbunden. In Zeebrugge landet so das britische Nordseegas an der belgischen Küste an und wird über das Netz der Fluxys weiterbefördert. Über die Zeepipe-Terminal-Pipeline landet norwegisches Gas von den Troll- und Sleipner-Gasfeldern in Zeebrugge an. Am Zeebrugge Hub wird auch das Gas vom LNG-Terminal im Hafen Zeebrugge gehandelt.
Der Handel zwischen den mehr als 80 ZEE-Mitgliedern (Stand 2012) findet bilateral (OTC) statt, wobei der Hub-Betreiber nicht die Rolle eines Zentralen Kontrahenten einnimmt. Als Rahmenvertrag zwischen den Händlern dient entweder die Zeebrugge Hub Natural Gas Trading Terms and Conditions (ZBT 2004) oder der ZBT 2004 Appendix, ein Anhang zum EFET-Gasrahmenvertrag.
Anlass für die Gründung des Zeebrugge Hub war die Eröffnung des Interconnector 1998, im Folgejahr wurde die Hub-Betreibergesellschaft Huberator als Tochtergesellschaft von Distrigaz gegründet. Nach dem Unbundling von Distrigaz 2001 ging Huberator und damit der Zeebrugge Hub an Fluxys über. 2004 eröffnete APX zusammen mit ENDEX einen börslichen Handel samt Clearing für Zeebrugge-Produkte.